# Arhiepiscopia Bucureștilor

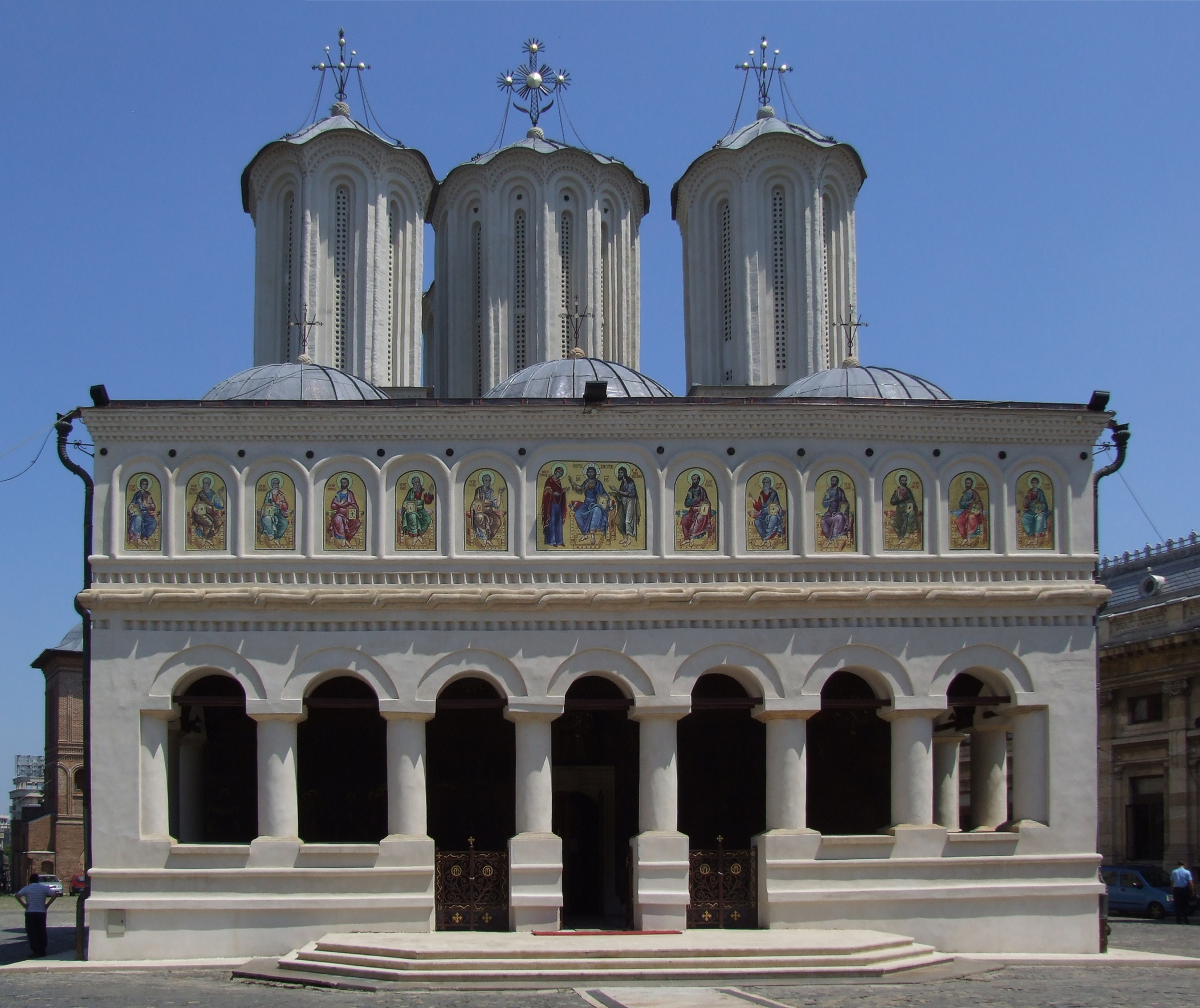

Arhiepiscopia Bucureștilor este o eparhie a Bisericii Ortodoxe Române. 
Are sediul în Municipiul București și deține jurisdicția canonică peste municipiul București și județele Ilfov și Prahova. Este condusă chiar de Patriarhul României, Daniel, având ca episcop-vicar pe Timotei Prahoveanul.

## Organizare

### Protopopiate
- Protopopiatul Sector 1
- Protopopiatul Sector 2
- Protopopiatul Sector 3
- Protopopiatul Sector 4
- Protopopiatul Sector 5
- Protopopiatul Sector 6
- Protopopiatul Ilfov Sud
- Protopopiatul Ilfov Nord
- Protopopiatul Ploiești Sud
- Protopopiatul Ploiești Nord
- Protopopiatul Câmpina
- Protopopiatul Urlați
- Protopopiatul Văleni de Munte| - v - d - m Eparhiile Bisericii Ortodoxe Române | - v - d - m Eparhiile Bisericii Ortodoxe Române                                                                                                                                                                                                                                                                                                                                                                                                                                                                                                                                                                                                                                                                                                                                                                           |
| ----------------------------------------------- | --- |
| Mitropolii                                      | Mitropolia Munteniei și Dobrogei · Mitropolia Moldovei și Bucovinei · Mitropolia Ardealului · Mitropolia Clujului, Maramureșului și Sălajului · Mitropolia Olteniei · Mitropolia Banatului · Mitropolia Basarabiei · Mitropolia Ortodoxă Română a Europei Occidentale și Meridionale · Mitropolia Ortodoxă Română a Germaniei, Europei Centrale și de Nord · Mitropolia Ortodoxă Română a celor Două Americi |
| Arhiepiscopii                                   | Arhiepiscopia Bucureștilor · Arhiepiscopia Iașilor · Arhiepiscopia Sibiului · Arhiepiscopia Vadului, Feleacului și Clujului · Arhiepiscopia Craiovei · Arhiepiscopia Timișoarei · Arhiepiscopia Tomisului · Arhiepiscopia Târgoviștei · Arhiepiscopia Râmnicului · Arhiepiscopia Buzăului și Vrancei · Arhiepiscopia Argeșului și Muscelului · Arhiepiscopia Dunării de Jos · Arhiepiscopia Sucevei și Rădăuților · Arhiepiscopia Romanului și Bacăului · Arhiepiscopia Alba Iuliei · Arhiepiscopia Aradului · Arhiepiscopia Chișinăului · Arhiepiscopia Ortodoxă Română a Europei Occidentale · Arhiepiscopia Ortodoxă Română a Germaniei, Austriei și Luxemburgului |
| Episcopii                                       | Episcopia Sloboziei și Călărașilor · Episcopia Alexandriei și Teleormanului · Episcopia Giurgiului · Episcopia Tulcii · Episcopia Hușilor · Episcopia Covasnei și Harghitei · Episcopia Ortodoxă Română a Oradiei · Episcopia Ortodoxă Română a Maramureșului și Sătmarului · Episcopia Sălajului · Episcopia Severinului și Strehaiei · Episcopia Slatinei și Romanaților · Episcopia Caransebeșului · Episcopia Devei și Hunedoarei · Episcopia Daciei Felix · Episcopia Ortodoxă Română din Ungaria · Episcopia de Bălți · Episcopia Basarabiei de Sud · Episcopia Ortodoxă a Dubăsarilor și a toată Transnistria · Episcopia Ortodoxă Română a Italiei · Episcopia Ortodoxă Română a Spaniei și Portugaliei · Episcopia Ortodoxă Română a Europei de Nord · Episcopia Ortodoxă Română a Australiei și a Noii Zeelande |
| Vicariate                                       | Vicariatul Ortodox Ucrainean |
| Reprezentanțe                                   | Așezămintele Românești de la Locurile Sfinte (Ierusalim, Iordan și Ierihon) · Parohia Ortodoxă Română de la Sofia (Bulgaria) · Reprezentanța Patriarhiei Române pe lângă instituțiile europene (Bruxelles) |
| Alte unități ortodoxe române                    | Așezămintele Românești din Sfântul Munte Athos (Prodromu, Lacu și altele) |
| Structuri diasporale în afara granițelor țării  | Mitropolia Basarabiei · Mitropolia Ortodoxă Română a Germaniei, Europei Centrale și de Nord · Mitropolia Ortodoxă Română a Europei Occidentale și Meridionale · Arhiepiscopia Ortodoxă Română din cele două Americi · Episcopia Daciei Felix (Serbia) |